# Le Breuil (Marna)
Le Breuil è un comune francese di 407 abitanti situato nel dipartimento della Marna nella regione del Grand Est.

## Società

### Evoluzione demografica
Abitanti censiti